# Znàmenka (Kémerovo)
|  | Per a altres significats, vegeu «Znàmenka». |

Znàmenka (en rus: Знаменка) és un poble de l'óblast de Kémerovo, a Rússia, que en el cens del 2010 tenia 199 habitants, pertany al districte de Mariïnsk.